# Sweetia
Genre
Classification phylogénétique
Sweetia est un genre de plantes à fleurs dicotylédones de la famille des Fabaceae, sous-famille des Faboideae, originaire d'Amérique du Sud, qui comprend deux espèces acceptées.

## Liste d'espèces
Selon The Plant List (4 octobre 2018) :
- Sweetia atrata Mohlenbr.
- Sweetia fruticosa Spreng.